# Arromanches-les-Bains
Arromanches-les-Bains (hay đơn giản là Arromanches) là một xã ở tỉnh Calvados, thuộc vùng Normandie ở tây bắc nước Pháp.

## Hình ảnh

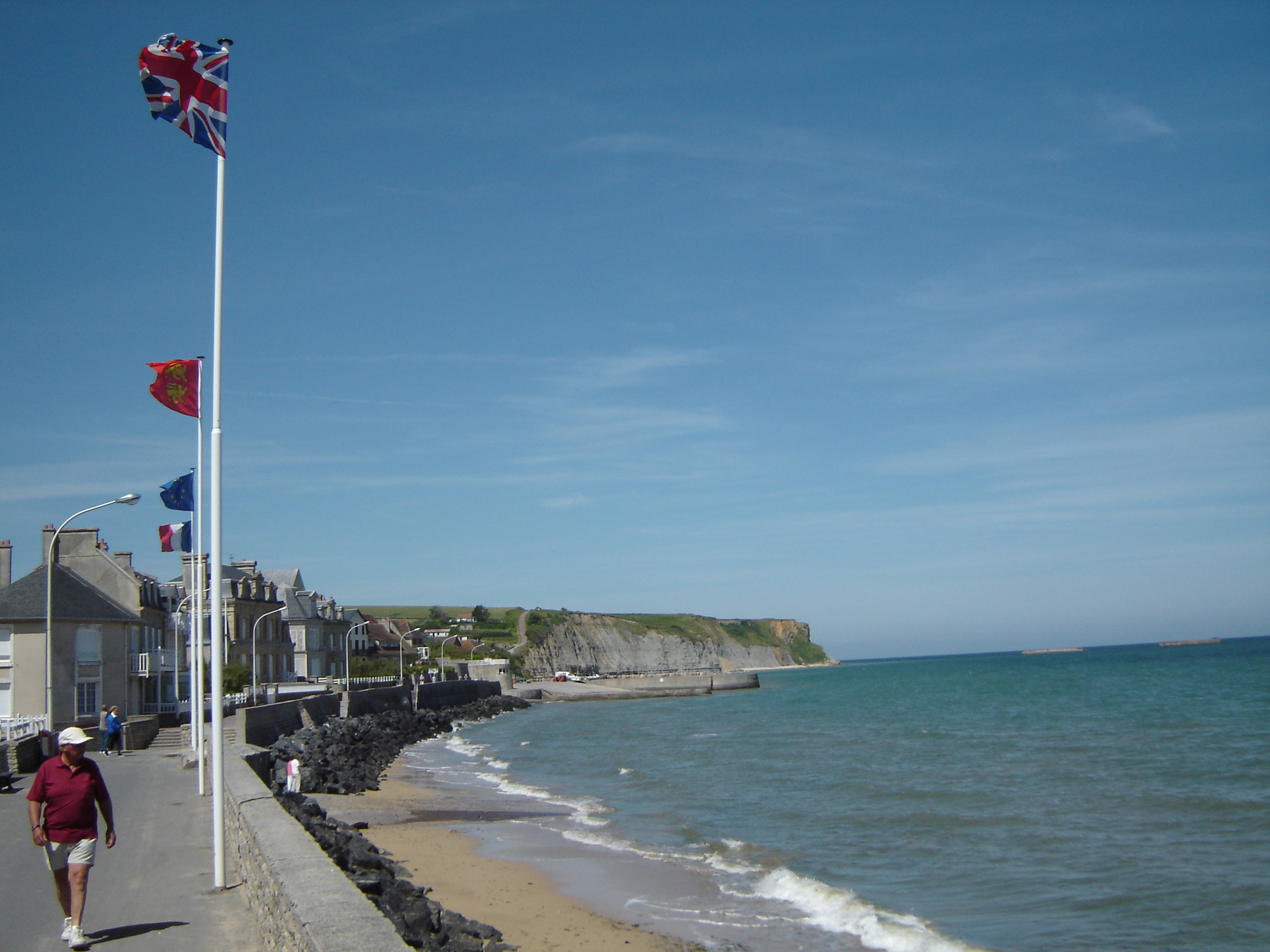

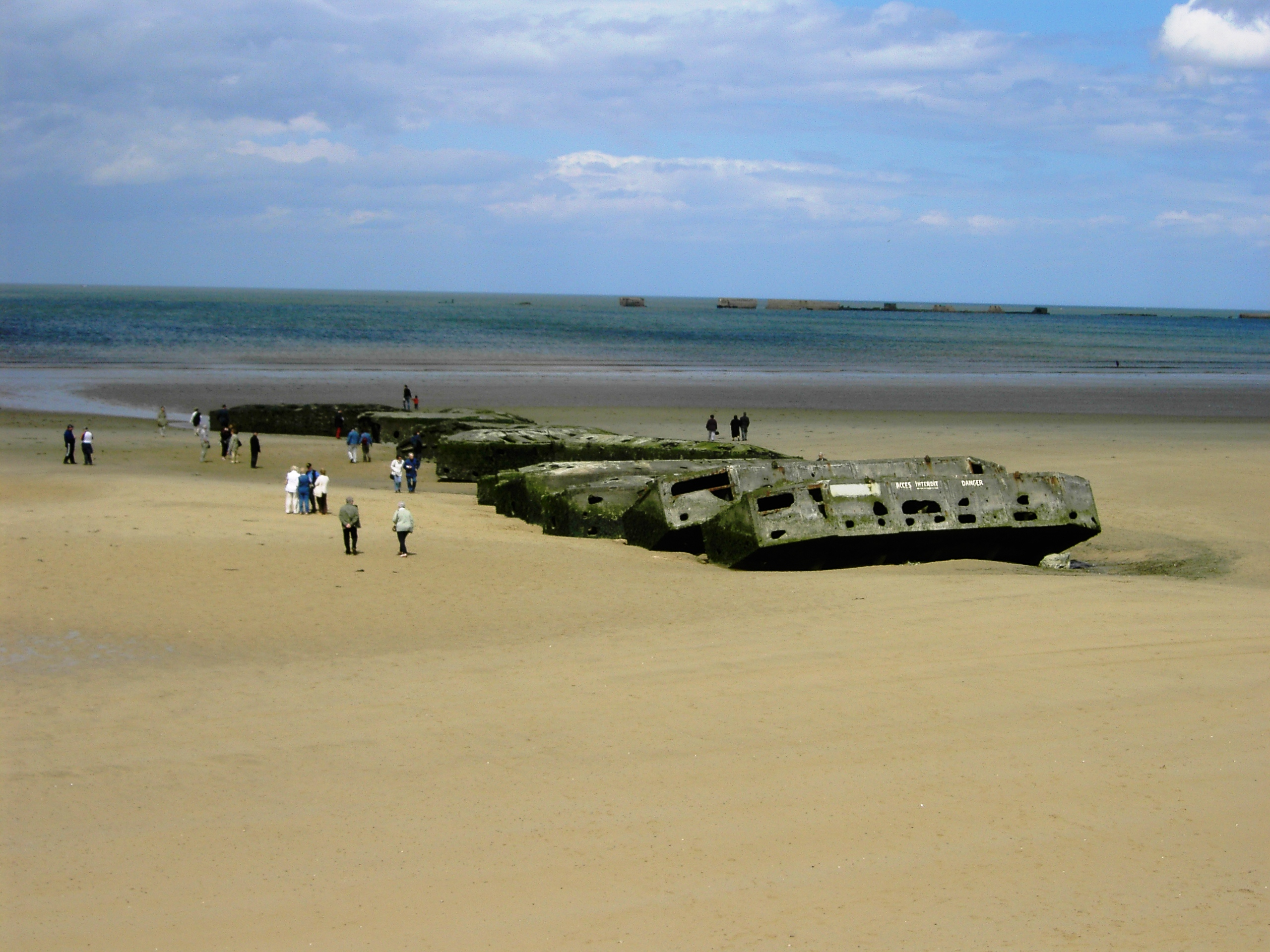
Beach